# Euripersia cribrata
Euripersia cribrata är en insektsart. Euripersia cribrata ingår i släktet Euripersia och familjen ullsköldlöss.

## Underarter
Arten delas in i följande underarter:
- E. c. cribrata
- E. c. massiliensis